# 罗克洛尔圣欧班
罗克洛尔圣欧班（法語：Roquelaure-Saint-Aubin，法語發音：[ʁɔklɔʁ sɛ̃.t‿obɛ̃]）是法国热尔省的一个市镇，位于该省东部，属于欧什区。

## 地理
罗克洛尔圣欧班（43°40'3"N, 0°58'54"E）面积4.21 平方千米，位于法国奧克西塔尼大區热尔省，该省份为法国西南部内陆省份，北起顺时针与洛特-加龙省、塔恩-加龙省、上加龙省、上比利牛斯省、大西洋比利牛斯省和朗德省接壤。
与罗克洛尔圣欧班接壤的市镇（或旧市镇、城区）包括：博皮、卡通维耶勒、蒙布兰、拉藏格、圣热尔米耶、图镇。

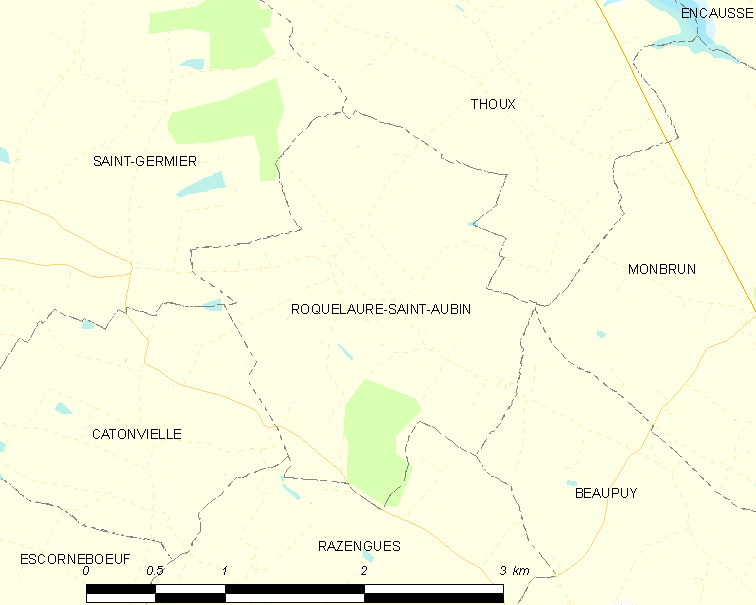
罗克洛尔圣欧班的OSM定位图

罗克洛尔圣欧班的时区为UTC+01:00、UTC+02:00（夏令时）。

## 行政
罗克洛尔圣欧班的邮政编码为32430，INSEE市镇编码为32349。

## 政治
罗克洛尔圣欧班所属的省级选区为日莫讷-阿拉茨县。

## 人口

1962-2008年间罗克洛尔圣欧班人口变化图示

罗克洛尔圣欧班于2022年1月1日时的人口数量为95人。